# Time Fades Away
Time Fades Away je první koncertní album kanadského hudebníka Neila Younga, vydané v říjnu 1973 u vydavatelství Reprise Records. Nahráno bylo od ledna do dubna toho roku během turné k albu Harvest z předchozího roku. Album obsahuje pouze dříve nevydané skladby.

## Seznam skladeb
Autorem všech skladeb je Neil Young.
| Pořadí | Název                    | Nahráno                                            | Délka |
| ------ | ------------------------ | -------------------------------------------------- | ----- |
| 1.     | Time Fades Away          | The Myriad, Oklahoma City (1. března 1973)         | 5:36  |
| 2.     | Journey Through the Past | Public Hall, Cleveland (11. února 1973)            | 3:19  |
| 3.     | Yonder Stands the Sinner | Seattle Center Coliseum, Seattle (17. března 1973) | 3:17  |
| 4.     | L.A.                     | The Myriad, Oklahoma City (1. března 1973)         | 3:11  |
| 5.     | Love in Mind             | Royce Hall, UCLA (30. ledna 1971)                  | 1:58  |
| 6.     | Don't Be Denied          | The Coliseum, Phoenix (28. března 1973)            | 5:16  |
| 7.     | The Bridge               | Memorial Auditorium, Sacramento (1. dubna 1973)    | 3:05  |
| 8.     | Last Dance               | Sports Arena, San Diego (29. března 1973)          | 8:47  |

## Obsazení
- Neil Young – kytara, klavír, harmonika, zpěv
- Ben Keith – pedálová steel kytara, doprovodné vokály
- Jack Nitzsche – klavír
- Johnny Barbata – bicí
- Tim Drummond – baskytara
- Joe Yankee – baskytara
- David Crosby – kytara, doprovodné vokály
- Graham Nash – doprovodné vokály